# Grzybno (powiat drawski)
Grzybno (niem. Charlottenhof) – wieś w Polsce położona w województwie zachodniopomorskim, w powiecie drawskim, w gminie Drawsko Pomorskie. W latach 1975–1998 miejscowość administracyjnie należała do województwa koszalińskiego. Do 31 grudnia 2018 r. wieś należała do zlikwidowanej gminy Ostrowice. W roku 2007  liczyła 13 mieszkańców. Miejscowość wchodzi w skład sołectwa Dołgie.

## Geografia
Wieś leży ok. 3,3 km na południowy zachód od Dołgiego, ok. 700 m na południowy zachód od jeziora Rąbin.

## Zabytki
Do wojewódzkiego rejestru zabytków wpisany jest:
- park dworski, z końca XIX wieku.